# Per-Ingvar Johnsson
Per-Ingvar Einar Johnsson, född 31 mars 1944 i Nymö församling i Kristianstads län, är en svensk politiker (centerpartist). Han var ordinarie riksdagsledamot 2010–2018, invald för Skåne läns norra och östra valkrets.
I riksdagen var han kvittningsperson för Centerpartiet 2014–2018, ledamot i konstitutionsutskottet 2010–2018 och ledamot i Riksrevisionens parlamentariska råd 2014–2018. Han var även suppleant i skatteutskottet och Valprövningsnämnden.
Johnsson är tidigare landstingspolitiker i Kristianstads läns landsting samt före detta regionråd i Region Skåne.